# Mohamed Simakan
Mohamed Simakan (Marseille, 2000. május 3. –) francia korosztályos válogatott labdarúgó, a szaúdi En-Naszr játékosa. Féltestvére Ismaël Bangoura szintén labdarúgó.

## Pályafutása

### Klubcsapatokban
Több kisebb francia korosztályos klubnál megfordult, valamint 2011 és 2014 között az Olympique Marseille akadémiáján is nevelkedett. 2017-ben igazolt a Strasbourg akadémiájára. 2018. május 16-án aláírta a klubbal az első profi szerződését. 2019. július 25-én debütált a felnőtteknél a Makkabi Haifa elleni Európa-liga találkozón. Augusztus 18-án a bajnokságban is bemutatkozott a Reims elleni 0–0-ra végződő mérkőzésen. A 2020–21-es szezonban az olasz AC Milan érdeklődött iránta folyamatosan, de mikor eljött az idő hogy elutazzon a klubhoz, akkora megsérült. 2021. március végén jelentették be, hogy július 1-jétől a német RB Leipzig játékosa lesz, ahova 2026 nyaráig írt alá.  Augusztus 7-én mutatkozott be az SV Sandhausen ellen 4–0-ra megnyert kupamérkőzésen. Augusztus 15-én a bajnokságban is debütált az 1. FSV Mainz 05 csapata ellen. 2022. március 13-án megszerezte első gólját az SpVgg Greuther Fürth ellen 6–1-r megnyert bajnoki mérkőzésen. 2024. szeptember 2-án a szaúdi En-Naszr szerződtette.

### A válogatottban
2019-ben két alkalommal lépett pályára Bernard Diomède U20-as válogatottjában és ezeken a találkozókon egy gólt jegyzett.

## Statisztika
2023. június 9-i állapot szerint
| Klub             | Szezon           | Bajnokság        | Bajnokság | Bajnokság | Kupa  | Kupa  | Nemzetközi | Nemzetközi | Egyéb | Egyéb | Összes | Összes |
| Klub             | Szezon           | Osztály          | Mérk.     | Gólok     | Mérk. | Gólok | Mérk.      | Gólok      | Mérk. | Gólok | Mérk.  | Gólok  |
| ---------------- | ---------------- | ---------------- | --------- | --------- | ----- | ----- | ---------- | ---------- | ----- | ----- | ------ | ------ |
| Strasbourg B     | 2017–18          | National 3       | 18        | 1         | —     | —     | —          | —          | —     | —     | 18     | 1      |
| Strasbourg B     | 2018–19          | National 3       | 6         | 0         | —     | —     | —          | —          | —     | —     | 6      | 0      |
| Strasbourg B     | Összesen         | Összesen         | 24        | 1         | 0     | 0     | 0          | 0          | 0     | 0     | 24     | 1      |
| Strasbourg       | 2018–19          | Ligue 1          | 0         | 0         | 0     | 0     | —          | —          | —     | —     | 0      | 0      |
| Strasbourg       | 2019–20          | Ligue 1          | 19        | 0         | 1     | 0     | 5          | 0          | —     | —     | 25     | 0      |
| Strasbourg       | 2020–21          | Ligue 1          | 19        | 1         | 0     | 0     | —          | —          | —     | —     | 19     | 1      |
| Strasbourg       | Összesen         | Összesen         | 38        | 1         | 1     | 0     | 5          | 0          | 0     | 0     | 44     | 1      |
| RB Leipzig       | 2021–22          | Bundesliga       | 28        | 1         | 6     | 0     | 7          | 0          | —     | —     | 41     | 1      |
| RB Leipzig       | 2022–23          | Bundesliga       | 24        | 1         | 5     | 1     | 7          | 1          | 1     | 0     | 37     | 3      |
| RB Leipzig       | Összesen         | Összesen         | 52        | 2         | 11    | 1     | 14         | 1          | 1     | 0     | 78     | 4      |
| KARRIER ÖSSZESEN | KARRIER ÖSSZESEN | KARRIER ÖSSZESEN | 114       | 4         | 12    | 1     | 19         | 1          | 1     | 0     | 146    | 6      |

## Sikerei, díjai
- RB Leipzig
  - Német Kupa: 2021/22, 2022/23